# Parque Nacional das Ilhas do Canal
O Parque Nacional das Ilhas do Canal (em inglês:  Channel Islands National Park) é um parque nacional composto por cinco das oito ilhas constituintes do arquipélago das Ilhas do Canal, situadas ao largo da costa da Califórnia, Estados Unidos. 
As ilhas que pertencem ao parque situam-se na zona compreendida entre Point Conception (perto de Santa Barbara) e o norte de Los Angeles. A sede do parque, assim como o Visitor's Center (centro de visitantes) localizam-se em Ventura.

## História
A zona adquiriu o estatuto de "monumento nacional" a 26 de Abril de 1938, tendo sido considerada uma reserva natural em 1976. A promoção a parque nacional ocorreu a 5 de Março de 1980. 
O parque possui diversas espécies de relevância nacional e internacional, sendo mais de duas mil espécies de plantas e animais endémicas. Das espécies animais endémicas, apenas quatro são mamíferos; cento e quarenta e cinco espécies são únicas no mundo. O rato veadeiro (Peromyscus maniculatus) é conhecido por ser portador de um tipo de hantavírus (sin nombre). Outras espécies animais presentes no parque incluem:
- a foca-comum,
- o leão-marinho,
- a raposa-da-ilha,
- a doninha fedorenta pintada,
- a coruja-da-igreja,
- o falcão-americano,
- a cotovia cornuda,
- o Estorninho-calhandra-ocidental,
- o Pelicano-pardo californiano.

O parque é zona de passagem de algumas espécies de baleia, como a baleia azul e a baleia cinzenta do Pacífico.

### Presença humana
São conhecidos vestígios arqueológicos e culturais com mais de dez mil anos. Embora próximas da costa californiana, as ilhas encontram-se relativamente isoladas e mantiveram-se subdesenvolvidas. 

## Geografia
O parque estende-se por uma área de 1010 km², metade da qual é marítima. Inclui as ilhas:
- San Miguel (38 km²)
- Santa Rosa (214 km²)
- Anacapa (2,8 km²)
- Santa Barbara (2,6 km²)
- Santa Cruz (245 km²), em que 76% da área é posse da Nature Conservancy e 24% pelo Serviço do Parque Nacional dos Estados Unidos.

## Recreação
Cerca de trezentas mil pessoas visitam o centro de visitantes do parque em Ventura por ano. O número anual de visitantes das ilhas é mais baixo, cerca de trinta mil. Cerca de sessenta mil pessoas entram exclusivamente na zona marítima do parque por ano.
Durante o Inverno e a Primavera é possível avistar a baleia cinzenta do Pacífico, assim como apreciar a floração nas ilhas. As condições climatéricas da região, aliadas a águas transparentes, tornam o local muito apreciado para o mergulho.

## Galeria

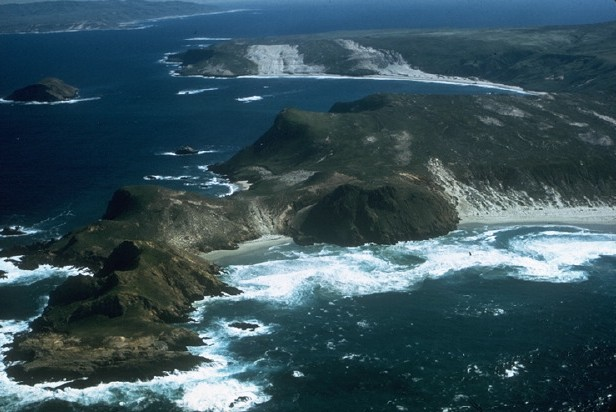
Vista aérea de parte do arquipélago.
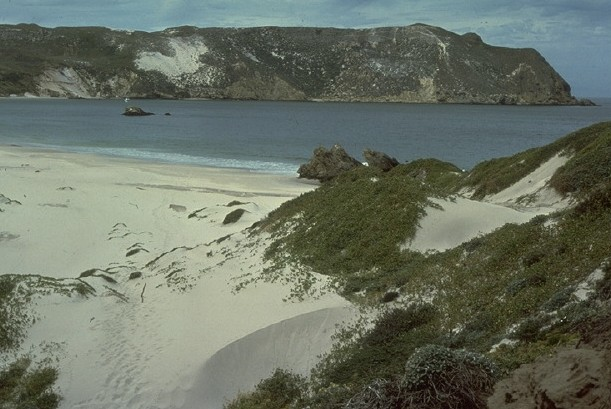
Aspecto geral de uma ilha.
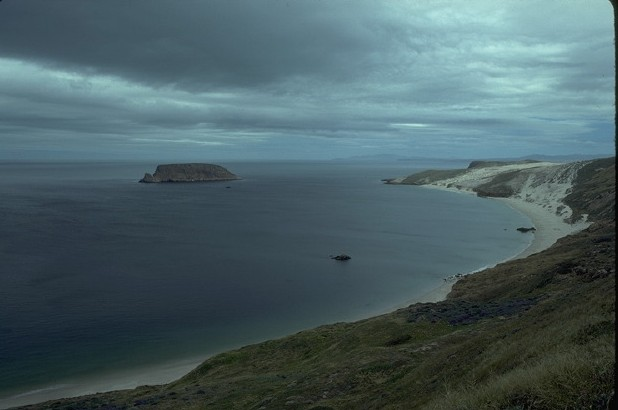
Aspecto geral de uma ilha.
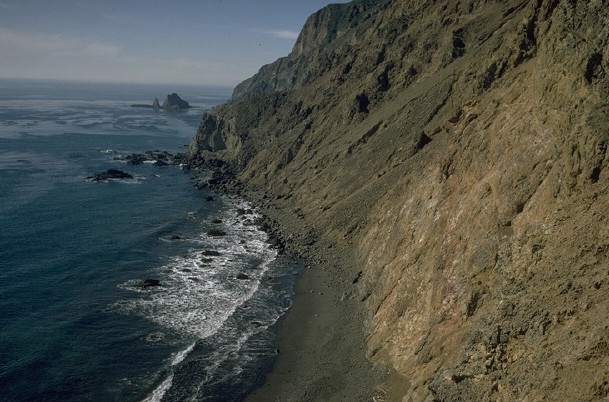
Aspecto geral de uma ilha.
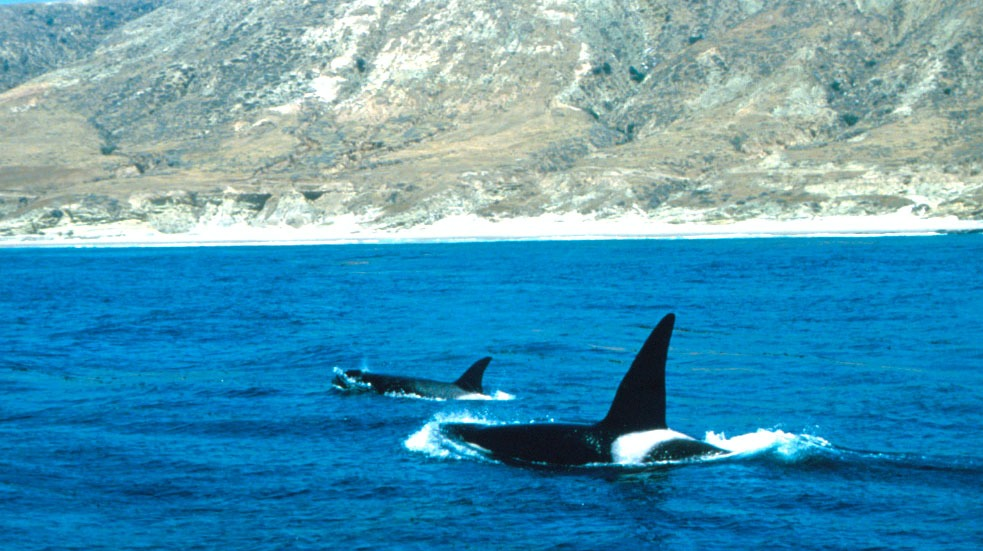
Uma orca ao largo da ilha de Santa Rosa.
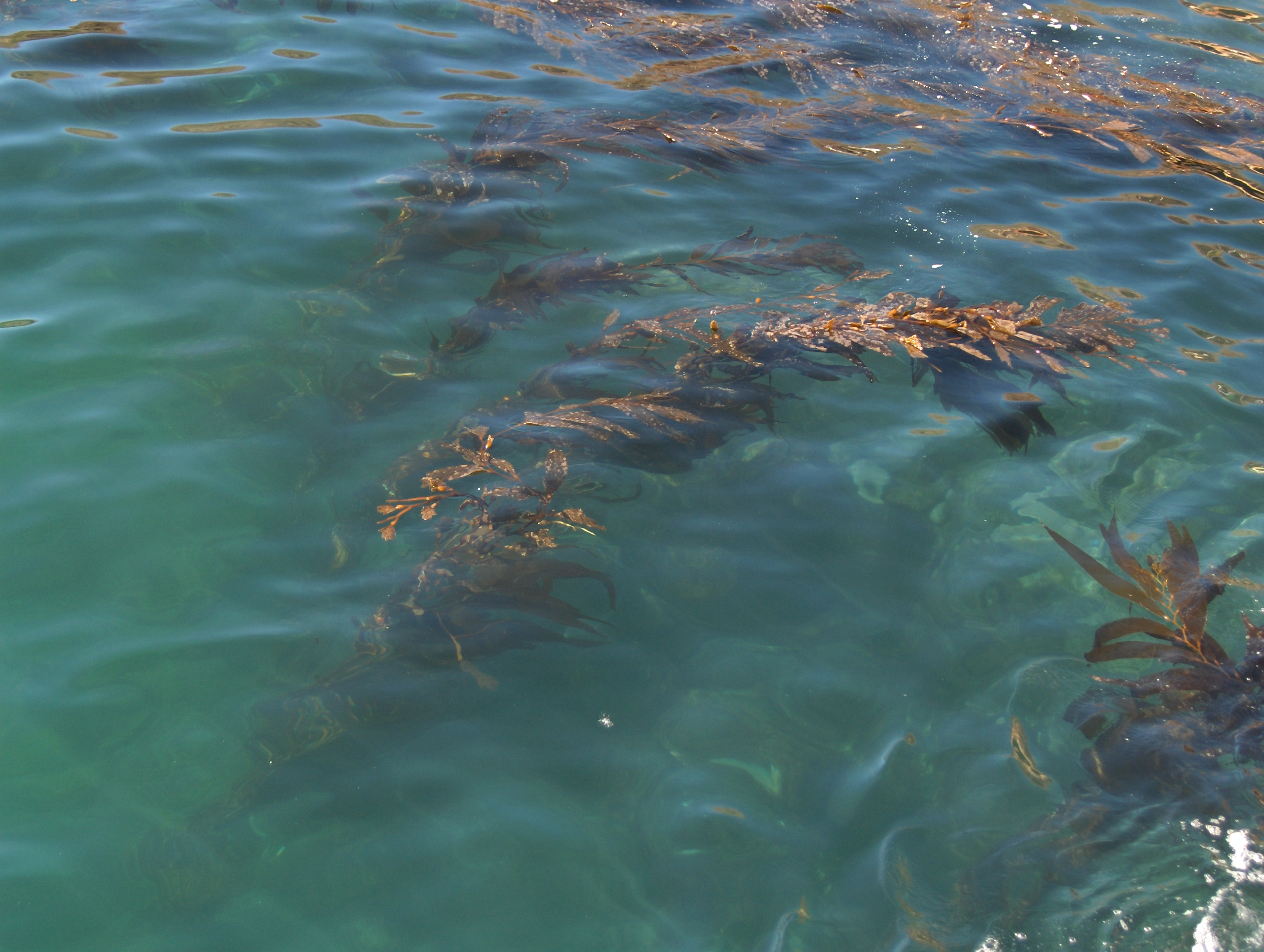
Floresta de kelp, ao larga da ilha de Santa Rosa.